# Quiropráctica
La quiropráctica, también conocida como quiropraxia, es una pseudociencia que se emplea bajo la creencia de que los trastornos mecánicos del sistema musculoesquelético, especialmente en la columna vertebral, pueden afectar la salud general a través del sistema nervioso. Se clasifica como medicina alternativa y se centra en el diagnóstico y tratamiento de estos trastornos utilizando principalmente prácticas de manipulación manual.La doctrina en la que se basa, además de ciertas prácticas empleadas por los quiroprácticos, son consideradas pseudocientíficas.
Tal como el origen de su nombre indica —del griego χειρ, χειρός (‘mano’) y πράξις (‘praxis, práctica’), por tanto: «hecho manualmente»—, la principal técnica quiropráctica consiste en terapia manual, especialmente la manipulación de la columna vertebral, otras articulaciones y tejidos blandos. Las bases tradicionales de la quiropráctica afirman que la mayor parte de las enfermedades humanas son causadas por malformaciones de la columna vertebral («subluxación vertebral»), que presionan los nervios circundantes y «bloquean el flujo de una energía natural a través del cuerpo», interfiriendo con la función del organismo y su «inteligencia innata». Ninguno de estos conceptos ni teorías fundamentales de la quiropráctica está respaldado por pruebas científicas. Algunos quiroprácticos también ofrecen terapias convencionales, tales como ejercicios y orientación para un estilo de vida saludable, lo que hace que al paciente le resulte difícil distinguir lo que tiene una base científica de lo que no la tiene.
La terapia manual puede ser efectiva para aliviar el dolor lumbar crónico, si bien no se ha podido confirmar ni refutar que sea más eficaz que los tratamientos de la medicina convencional. No hay evidencias suficientes que respalden la efectividad de la terapia manual en otras enfermedades que afectan a los huesos, las articulaciones o los tejidos blandos, por lo que no existe base para recomendar la quiropráctica como tratamiento en estos casos, y no hay ninguna evidencia de su efectividad para tratar ningún otro trastorno de salud.
No está establecida la seguridad de la quiropráctica. La manipulación produce con frecuencia efectos adversos transitorios moderados o leves (aproximadamente en el 50 % de los casos). La incidencia de las complicaciones graves, entre las que se incluyen hemorragia subaracnoidea, paraplejia y muerte, es probablemente rara, si bien no se conocen los datos reales debido a que la gran mayoría de los casos no se comunican ni documentan en la literatura médica. Otros posibles riesgos para la salud como consecuencia de la consulta con un quiropráctico incluyen diagnósticos erróneos y/o retrasos en alcanzar un diagnóstico correcto, y el rechazo a la vacunación por parte de muchos quiroprácticos. La quiropráctica es una de las formas más extendidas de terapia manual. Se practica en todo el mundo y está regulada por la ley en más de cuarenta países.

## Historia
Fue desarrollada en Iowa (Estados Unidos) en el año 1895. David Daniel Palmer realizó el primer ajuste vertebral específico a un conserje local que había perdido la audición después de un accidente. Analizó su columna, y tras ver que una vértebra estaba desplazada la corrigió, y su audición mejoró. Su hijo Bartlett Joshua Palmer ayudó a expandirla a principios del siglo XX. Su padre, que decía que había «recibido la quiropráctica desde el otro mundo», Fue encarcelado en 1907 por practicar medicina sin licencia y fundó el Palmer College of Chiropractic en 1897, que fue la primera de las 50 escuelas que existen hoy en el mundo, la mayoría en Estados Unidos, y también en Reino Unido, Australia, Francia, Dinamarca, Brasil, México, etc.[cita requerida]
Las observaciones de Palmer lo llevaron a concluir que existe una supuesta «inteligencia innata» que controla una supuesta «energía» o «fuerza vital» que, según las teorías de los curanderos magnéticos de la época, permite que el cuerpo se cure a sí mismo. Según Palmer, dicha «inteligencia innata» regula todas las funciones del organismo pero, en presencia de una «subluxación de la médula espinal», el flujo de la «energía» se bloquea, causando todo tipo de trastornos de salud. Palmer estaba convencido de que el 95 % de todas las enfermedades son causadas por vértebras desplazadas y el resto, por luxaciones de otras articulaciones. Palmer desarrolló las técnicas de manipulación con el objetivo de desbloquear el flujo de esta «energía» y permitir la autocuración del organismo. Ninguna de estas teorías puede cuantificarse mediante ningún método científico.
La «inteligencia innata» llegó a convertirse en un concepto teológico, la representación de la «Inteligencia Universal» (Dios) dentro de cada persona.
Actualmente, la quiropráctica ha evolucionado desde las ideas originales de Palmer, manteniendo sus bases teóricas. Al mismo tiempo, un gran número de quiroprácticos quieren separarse del tradicional concepto vitalístico de la inteligencia innata.
En el año 2005, la Organización Mundial de la Salud definió  la quiropráctica como «una profesión sanitaria que se ocupa del diagnóstico, el tratamiento y la prevención de los trastornos del sistema neuromusculoesquelético y de los efectos de dichos trastornos sobre la salud en general», cuya filosofía está basada en conceptos y principios que difieren de los de otras profesiones sanitarias, principalmente «holismo, vitalismo, naturalismo, conservacionismo, racionalismo crítico, humanismo y ética». Esta definición está incluida en un amplio documento que contiene directrices cuyos objetivos principales son los de «facilitar la práctica autorizada e inocua de la quiropráctica« y «establecer los requisitos básicos para la enseñanza de la quiropráctica» con el fin de «proteger al público y a los pacientes», revisando las «contraindicaciones para reducir al mínimo el riesgo de accidente» y proporcionando «asesoramiento en materia de gestión de las complicaciones que ocurren durante el tratamiento».

## Eficacia
Los quiroprácticos se centran principalmente en el tratamiento de los dolores de espalda y cuello, pero muchos pretenden poder tratar otros trastornos de salud, tales como el asma, los trastornos digestivos, la migraña, los cólicos del bebé y los dolores menstruales, entre otros muchos. No obstante, no se ha demostrado la efectividad de la quiropráctica para el tratamiento de ningún trastorno de salud, con la posible excepción del alivio del dolor lumbar crónico, si bien en este caso no se ha podido confirmar ni refutar que sea más eficaz que los tratamientos de la medicina convencional.
Una evaluación crítica encontró que colectivamente, la manipulación espinal es inefectiva para cualquier enfermedad. Una revisión Cochrane encontró muy poca a moderada evidencia de que la terapia de manipulación espinal fuese más efectiva que las intervenciones inertes, simuladas o como una terapia adjunta a lumbago agudo. La manipulación espinal puede que sea costo-efectiva para el lumbago crónico o subagudo pero los resultados para el lumbago agudo fueron insuficientes.
En 2006, un panel compuesto por más de cien expertos con nivel mínimo de doctorado seleccionados al azar de la Asociación Estadounidense de Psicología y la Asociación para la Ciencia Psicológica (antes llamada Sociedad Estadounidense Psicológica) participaron en una encuesta delphi sobre tratamientos psicológicos realizada por investigadores de la Universidad de Scranton y la Universidad Simmons (antes llamada Simmons College) de Boston, Massachusets. Los participantes de esta encuesta consideraron que la manipulación quiropráctica estaba «ciertamente desacreditada» como tratamiento psicológico.
La relación costo-efectividad del uso mantenido de la quiropráctica es desconocida.

## Seguridad
No está establecida la seguridad de la quiropráctica. La tasa real de eventos adversos es desconocida ya que se subnotifican. La manipulación provoca frecuentemente efectos adversos leves a moderados, con una incidencia de complicaciones serias o fatales probablemente rara.
A pesar de los esfuerzos realizados para que los estudios utilicen una metodología adecuada y las recomendaciones dictadas en las guías CONSORT 2010, y que se ha producido un aumento en la notificación de complicaciones derivadas de la manipulación espinal, una revisión sistemática de septiembre de 2016 concluye que el nivel de notificación de los efectos adversos es «inadecuado e inaceptable».
Existe controversia respecto al nivel de riesgo de ictus en la manipulación cervical. Se ha sugerido que la relación es causal, lo que ha sido disputado por muchos quiroprácticos que creen que no se ha demostrado.
Las técnicas de manipulación, movilización articular y masaje son practicadas también por fisioterapeutas, osteópatas y algunos médicos. Los efectos adversos graves, como la muerte tras la manipulación del cuello, ocurren con mayor frecuencia cuando la manipulación es realizada por un quiropráctico, en comparación con fisioterapeutas, osteópatas, médicos u otros profesionales de la salud.

## Regulación
La quiropráctica está reconocida como profesión sanitaria en países como Italia, Portugal, Francia, Bélgica, Suiza, Reino Unido, Finlandia, Dinamarca, Noruega, Suecia, Islandia, Estados Unidos, Canadá, México, Australia, Sudáfrica y Nueva Zelanda, entre muchos otros. Sin embargo, en algunos países como Grecia y Colombia, sus legislaciones actuales aún no la reconocen como tal.
Los títulos de Quiropráctica expedidos por instituciones privadas o extranjeras no presentan homologación ni validez legal en la actualidad en España, donde la Ley 44/2003, de 21 de noviembre, de ordenación de las profesiones sanitarias en su artículo 2.2 no la sitúa entre las profesiones sanitarias que incluyen licenciaturas y grados establecidas: Medicina, Odontología, Enfermería, Veterinaria, Fisioterapia, Terapia Ocupacional, Podología, Nutrición humana y Dietética, Farmacia, Psicología, Logopedia y Óptica-Optometría.
La formación de los quiroprácticos en los países donde estos estudios están reconocidos oficialmente es equivalente a la de una licenciatura en España. Los estudios de Quiropráctica (como ocurre con otros tipos de estudios superiores) tienen una duración variable según el país donde se realicen. La OMS establece que la formación quiropráctica completa (categoría I) debe tener un mínimo de 4200 horas lectivas y 1000 horas de formación clínica supervisada. Finalizada la carrera se obtiene el título de doctor en Quiropráctica o bien el de licenciado en Quiropráctica (si cursan los estudios en alguna universidad europea o internacional). La educación es específica sólo para quiroprácticos desde el primer curso.
Debido a la legislación española actual, estos títulos no presentan validez oficial, no aparecen en los listados del Ministerio de Educación y no habilitan como profesionales sanitarios en España. La orden del Ministerio de Ciencia e Innovación CIN/2135/2008, de 3 de julio, por la que se establecen los requisitos para la verificación de los títulos universitarios oficiales que habiliten para el ejercicio de la profesión de Fisioterapeuta establece la quiropráctica, al igual que la osteopatía, como competencias del Graduado en Fisioterapia, por lo que se integran las prácticas de la quiropráctica dentro de este título de grado. Organismos como la Asociación Española de Quiropráctica (AEQ) buscan desde hace años la regularización de la quiropráctica en España, pero aún no se ha logrado ningún cambio normativo.[cita requerida]
En diciembre de 2012, el European Council on Chiropractic Education (ECCE), miembro de la Asociación Europea para la Garantía de Calidad de la Educación Superior (ENQA), concedió al Real Centro Universitario María Cristina de El Escorial la acreditación de los estudios en Quiropráctica, siendo el primer Centro acreditado por esta asociación en España. Esta acreditación es privada y externa al sistema de educación superior español. Actualmente, el centro ofrece el Título Superior en Quiropráctica, el cual se obtiene tras cursar estudios de cuatro años de duración y un máster en Quiropráctica de un curso de duración, y permite el ejercicio profesional en los países donde la quiropráctica se encuentra regulada.

## Crítica
La base de la quiropráctica está en desacuerdo con la Medicina y se ha sostenido por postulados como la «subluxación vertebral»  A lo largo de su historia la quiropráctica ha sido objeto de controversia y crítica tanto externa como interna. De acuerdo a Daniel D. Palmer, el fundador de la quiropráctica, la «subluxación vertebral» es la única causa de enfermedad y la manipulación es la cura para todas las enfermedades de la especie humana. Una encuesta amplia a los practicantes halló que «la mayoría de los quiroprácticos (ya sean “straights” o “mixers”) aún tienen opiniones de innata y de la causa y cura de las enfermedades (no solo lumbago) coherentes con aquellas de Palmers». Una evaluación crítica indica que «La quiropráctica tiene su origen en conceptos místicos. Esto llevó a un conflicto interno dentro de la profesión quiropráctica, que continúa hasta hoy». Los quiroprácticos, incluido D. D. Palmer, fueron encarcelados por ejercer la medicina sin licencia. Durante la mayor parte de su existencia, la quiropráctica ha luchado contra la medicina mediante el uso de ideas pseudo y anticientíficas.
A pesar de la evidencia aplastante de que la vacunación es una intervención efectiva en la salud pública, entre los quiroprácticos existen desacuerdos significativos en este tema, lo que ha llevado a un impacto negativo tanto en las tasas de vacunación como en la aceptación de la quiropráctica.
La quiropráctica permanece en la controversia, aunque en un menor grado que en el pasado.
Se han documentado en la literatura médica hasta 26 fallecimientos a causa de la quiropráctica, principalmente debido a la disección de una arteria vertebral.